# Willibald Wunderer
Willibald Wunderer, auch: Johann Willibald Augustin Wunderer, auch von Wunderer, (* 6. März 1739 in Eichstätt; † 19. November 1799 in Eichstätt) war ein Barockmaler und Bürgermeister der Stadt Eichstätt.

## Leben
Er war ein Sohn des Eichstätter Tuchmachers Augustin Wunderer und seiner Frau Anna Maria verwitwete Hueter; der Großvater Caspar Wunderer war Glasermeister in Vilsbiburg. Seine Ausbildung scheint er bei dem Eichstätter Kunstmaler Johann Georg Frey dem Jüngeren erhalten zu haben, denn er heiratete am 7. Oktober 1760 dessen Witwe Maria Walburga und übernahm die Freysche Werkstatt in der Rosengasse B 171 (heute Pedettistraße). Das Anwesen hatte die Hofmühlzapfgerechtsame. 1763 erwarb er eine Behausung mit „Gärtl“ und einen Kramladen in der Luitpoldstraße 23 (ehemals C 274), veräußerte aber diesen Besitz 1765 wieder. 1771–1777 besaß er die Kreuzwirtschaft mit Weißbier- und Sudelgerechtigkeit in der äußeren Westenvorstadt (ehemals D 394). Er hatte mehrere Kinder; ein Sohn Jakob wurde 1793 geboren; ein anderer Sohn war 1810 Landrichter in Pleinfeld. 1791 erwarb der verwitwete Wunderer als Miterbe von den Erben seiner Frau, den Malersöhnen Ignaz und Vinzenz Frey, das Anwesen B 171 (1808 im Besitz des Kunstmalers Franz Rössl; 1979 abgerissen).
Wunderer war wiederholt Ratsherr und Bürgermeister von Eichstätt; als Bürgermeister („consul“) unterstützte er 1783 den Fürstbischof Johann Anton III. von Zehmen bei der Errichtung einer Armenbeschäftigungsanstalt, der Webwaren-„Fabrik“ im Spethschen Hof in der Ostenvorstadt. Auch fungierte er als Hauptmann der städtischen Bürgerwehr und (1793) als Oberforstmeister. Im Jahr vor seinem Tod erwarb er noch den Adelstitel. Er wurde am 21. November 1799 in Eichstätt bestattet.

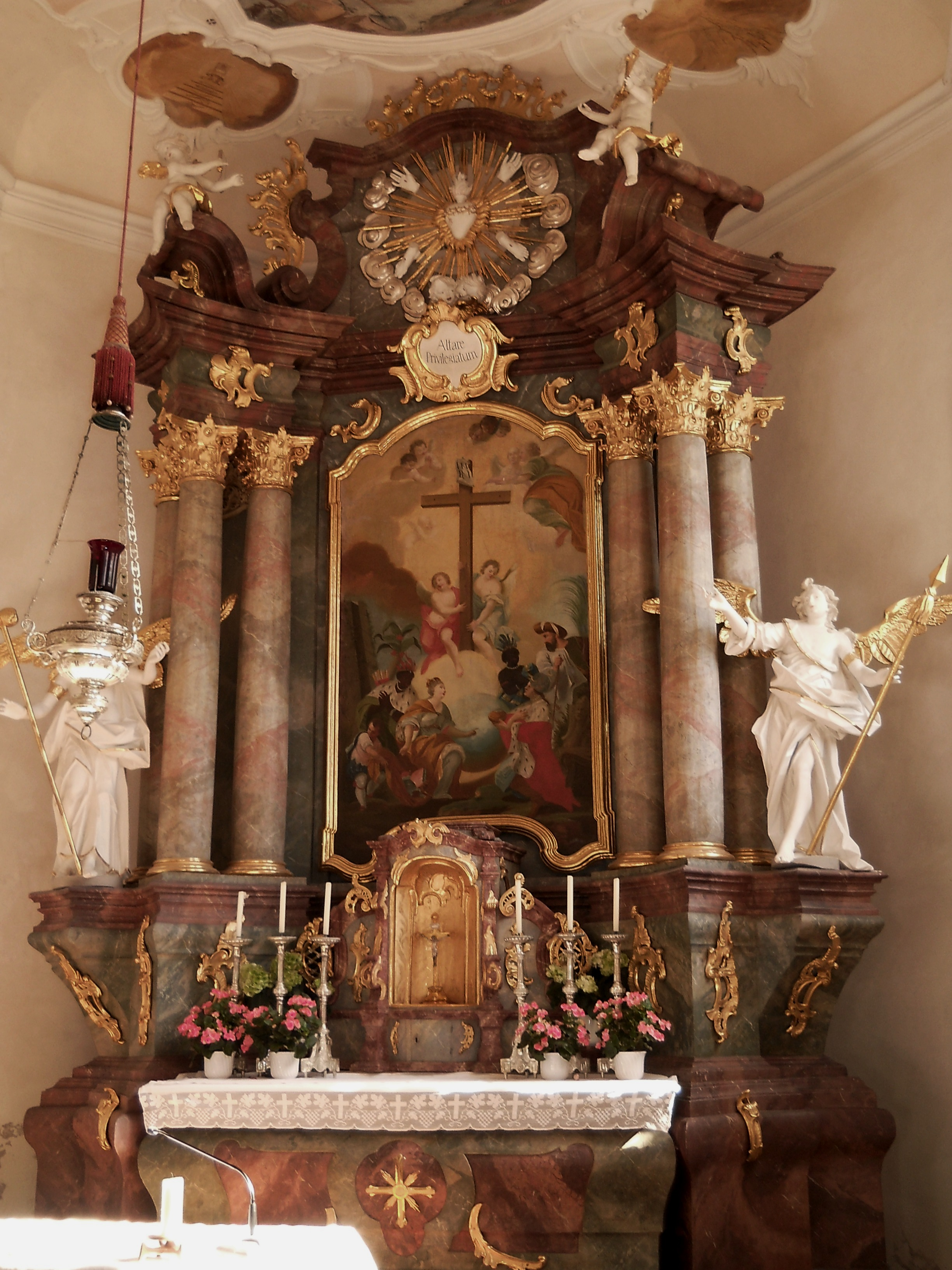
Der Hauptaltar von Hl. Kreuz in Schambach mit dem Altarblatt Wunderers, das die Verehrung des Kreuzes durch die vier Erdteile zeigt

## Werk
Von Willibald Wunderer, der den Beinamen „Engelmaler“ hatte, sind mehrere Arbeiten bekannt, so
- das Langhaus-Deckengemälde der Pfarrkirche St. Martin von Tauberfeld (um 1767) (Zuschreibung), den Kirchenpatron mit dem Bettler zeigend
- das Hochaltarbild der Pfarrkirche von Tauberfeld, den Mantel-teilenden hl. Martin darstellend (1767)
- der Kreuzweg in der Kirche St. Johannes Baptist in Wachenzell (1768)
- ein Antependium für die Kirche St. Nikolaus in Seuversholz (1769)
- das Hochaltarbild der Kirche St. Ulrich in Breitenfurt, den Kirchenpatron als Sieger über die Ungarn zeigend (um 1770) (Zuschreibung)
- der Kreuzweg in der Kirche St. Nikolaus in Pfünz (um 1770)
- das Hochaltarbild „Kreuzverehrung durch die vier Erdteile“ in Schambach  (1771)
- ein Hochaltarbild in der Pfarrkirche St. Maria Magdalena in Cronheim (1771) (Zuschreibung) (1898 Entfernung des Bildes) und die Fassung des Hochaltars
- die Grisaille-Medaillons in der Kirche St. Nikolaus in Spalt (Zuschreibung)
- das Hochaltarbild des Kirchenpatrons in der Kirche St. Laurentius in Denkendorf (Zuschreibung)
- Hoch- und Seitenaltarbilder in der Pfarrkirche Mariä Himmelfahrt zu Berching (1779)
- das Hochaltarbild der Kirchenpatrone Maria und Johannes der Klosterkirche Plankstetten (1780)
- das Deckengemälde „Engelsturz“ der zum Kloster Plankstetten gehörenden Kirche St. Michael in Biberbach (1781)
- gemalter Fassadenschmuck des Eichstätter Rathauses (1787; bei Umgestaltung 1823/24 verschwunden)
- das Deckengemälde „Mariä Geburt“ in der Pfarrkirche von Kinding (1792), „eine Schöpfung von beachtenswerter dekorativer Haltung“ (Mader, 1928, S. 157)
- ein Altarblatt der Kirche St. Briccius in Ilbling (1795) (nicht mehr vorhanden)
- Erneuerung des Wappens des Fürstbischofs Kaspar von Seckendorff am Eichstätter Rathaus (1797)